# Bredbury
Bredbury – wieś w Anglii, w hrabstwie ceremonialnym Wielki Manchester, w dystrykcie metropolitalnym Stockport. Leży 10 km na południowy wschód od centrum miasta Manchester. W 2001 miejscowość liczyła 15 126 mieszkańców.